# Вілланова-сулл-Арда
Вілланова-сулл-Арда (італ. Villanova sull'Arda) — муніципалітет в Італії, у регіоні Емілія-Романья, провінція П'яченца.
Вілланова-сулл-Арда розташована на відстані близько 410 км на північний захід від Рима, 125 км на північний захід від Болоньї, 24 км на схід від П'яченци.
Населення — 1843 особи (2014).

## Демографія
Населення за роками:

Станом на 1 січня 2023 року в муніципалітеті офіційно проживало 207 іноземців з 23 країн, серед них 28 громадян країн Євросоюзу та 7 громадян України.

## Сусідні муніципалітети
- Безенцоне
- Буссето
- Кастельветро-П'ячентіно
- Кортемаджоре
- Монтічеллі-д'Онджина
- Полезіне-Цибелло
- Сан-П'єтро-ін-Черро
- Станьо-Ломбардо